# École nationale supérieure des technologies de l'information et de la communication
Pour les articles homonymes, voir ENASTIC.
L’École nationale supérieure des technologies de l’Information et de la communication (ENASTIC) est un établissement public d'enseignement, de recherche, d’innovation et de formations supérieures dans les domaines des communications électroniques. Elle est créée par ordonnance numéro 005/PR/2015 du 2 mars 2015 et est dotée de la personnalité juridique et de l'autonomie financière. L'ENASTIC, administrée par un conseil d’administration, dirigée par un directeur général et placée sous la tutelle du ministère des Postes et des Nouvelles Technologies de l’Information. Le ministère de l’Enseignement supérieur, de la Recherche et de l’Innovation assure l’organisation académique et pédagogique.

## Sa localisation
Son siège est à N’Djamena, la capitale tchadienne.

## Formation
- Former des cadres des secteurs publics et privés dans le domaine des technologies de l’information et de la communication.
- Rechercher, développer les moyens de communications en place au Tchad pour améliorer le développement socio-économique du pays.
- Former des jeunes à la culture scientifique pour les rendre aptes à diriger, élaborer et porter des projets d’avenir structurant adossés aux Technologies de l’Information et de la Communication (TIC).

## Mission
1. Assurer la formation initiale et continue dans les domaines des TIC ;
2. Entreprendre la recherche appliquée d’intérêt général en vue de promouvoir l’innovation pour le développement socio-économique ;
3. Développer la recherche scientifique et technologique ainsi que la valorisation des résultats et la diffusion de la culture et de l'information scientifique.